# Mack David
Mack David (Nova York, Estat de Nova York, 5 de juliol de 1912 - Rancho Mirage, Califòrnia, 30 de desembre de 1993) fou un lletrista i compositor estatunidenc, més conegut pel seu treball en cinema i televisió. La seva carrera va abastar des de principis de la dècada de 1940 fins a la dècada de 1970. Va destacar pel seu treball a les pel·lícules de Disney La Ventafocs i Alícia al país de les meravelles.
A més de les seves composicions al cinema i la televisió, Mack David va ser autor d'uns quants èxits musicals. Va ser co-autor de la lletra de la cançó Baby It's You, la qual es va convertir en un èxit per a The Shirelles i regularment era interpretat en viu per The Beatles.
Era germà gran del també lletrista i compositor Hal David.